# Usenborn
Usenborn ist ein Stadtteil von Ortenberg im südhessischen Wetteraukreis.

## Geografische Lage
Usenborn liegt im Übergangsbereich des Vogelsbergs in die Wetterau östlich auf einer Höhe von 283 m ü. NN, 4,5 km östlich des Ortszentrums von Ortenberg und ca. 9 km südöstlich von Nidda. Südlich des Ortes führt die Landesstraße 3184 vorbei.

## Geschichte

### Urgeschichte
Hügelgräber in der Gemarkung lassen auf eine urgeschichtliche Besiedlung schließen.

### Mittelalter
Um 1000 wurde die St. Laurentius-Kirche erbaut, später mehrfach umgebaut und hat bis heute ihren Charakter als Wehrkirche erhalten.
Die älteste erhaltene schriftliche Erwähnung des Ortes stammt vom 14. April 1305 als Usenburne.
Das Dorf gehörte im Mittelalter und in der frühen Neuzeit zum Amt Ortenberg, einem Kondominat, das von drei Landesherren aus dem Kreis der Mitglieder des Wetterauer Grafenvereins gebildet wurde.

### Frühe Neuzeit

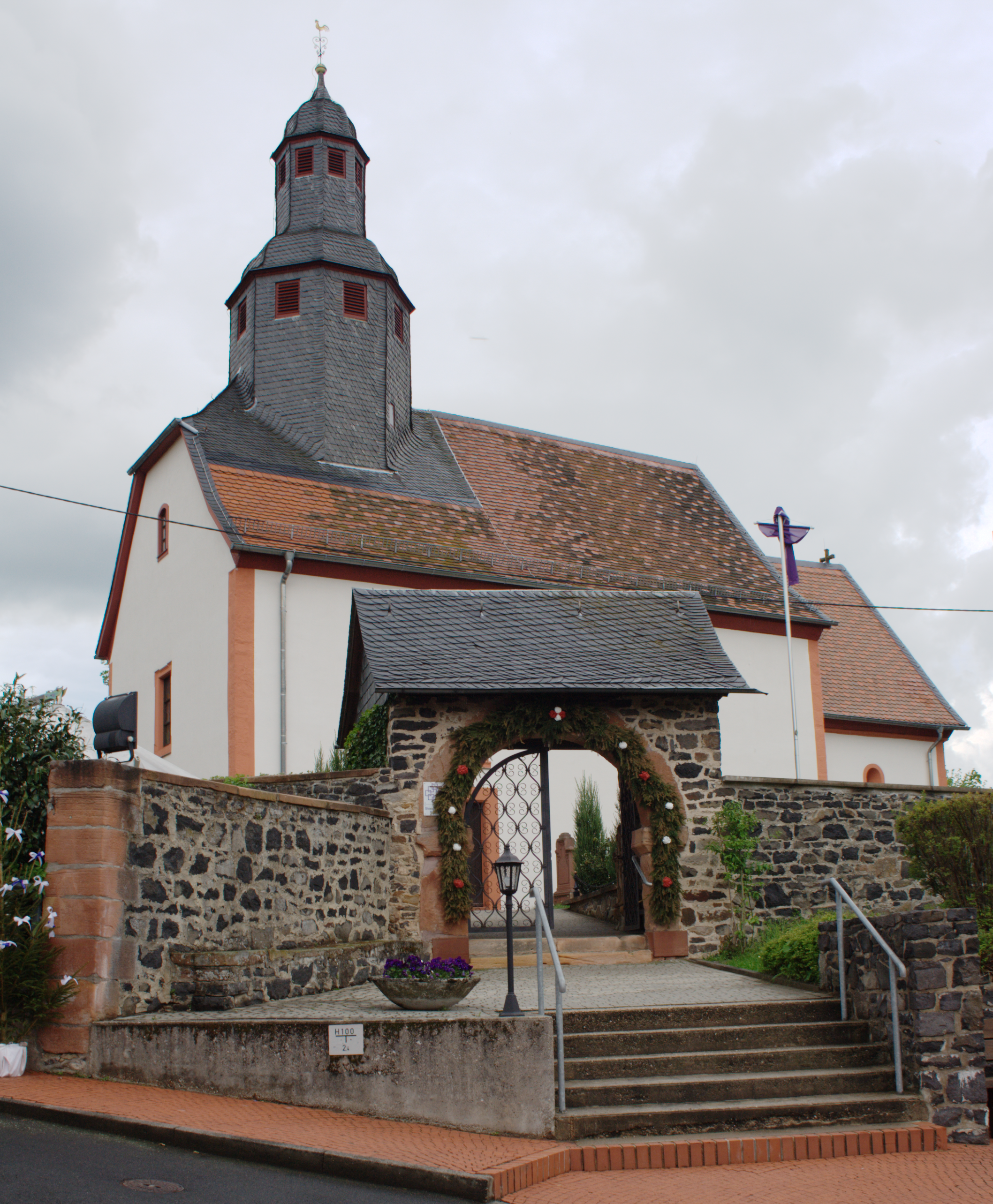
Evangelische Kirche in Usenborn

Da alle drei Herren des Kondominats sich der Reformation zuwandten, wurde auch Usenborn lutherisch. 1601 kam es zu einer Realteilung des Kondominats, wobei Ranstadt der Herrschaft Gedern der Grafen von Stolberg-Gedern zugeschlagen wurde. Ranstadt gehört zu den Gebieten, in denen das Solmser Landrecht von 1571 gewohnheitsrechtlich, aber nur teilweise, rezipiert wurde. Das galt insbesondere für die Bereiche Vormundschaftsrecht, Erbleihe und eheliches Güterrecht. Im Übrigen galt das Gemeine Recht. Erst das Bürgerliche Gesetzbuch, das einheitlich im ganzen Deutschen Reich galt, setzte zum 1. Januar 1900 das alte Partikularrecht außer Kraft.
1601 erhielt das Dorf auch eine Schule.

### Neuzeit
1806 fiel die Grafschaft Stolberg – und damit auch Usenborn – an das Großherzogtum Hessen. Hier gehörte Usenborn zum standesherrlichen Amt Gedern. 1821 bildete das Großherzogtum den Landratsbezirk Nidda, dem auch Usenborn zugeordnet wurde, und der ab 1832 Kreis Nidda hieß. Mit der Revolution von 1848 wurde kurzzeitig der Regierungsbezirk Nidda gebildet, 1852 aber der Kreis Nidda wiederbelebt. 1874 kam das Dorf zum Landkreis Büdingen, der mit der Gebietsreform in Hessen 1972 im Wetteraukreis aufging.
Hessische Gebietsreform (1970–1977)
Die bis dahin selbständige Gemeinde Usenborn wurde im Zuge der Gebietsreform in Hessen zum 1. Juli 1971 mit den Städten Ortenberg und Lißberg sowie vier weiterer kleinerer umliegender Gemeinden auf freiwilliger Basis zu erweiterten Stadt Ortenberg zusammengeschlossen.
Für Usenborn wurde, wie für die übrigen Stadtteile von Ortenberg, ein Ortsbezirk gebildet.

### Verwaltungsgeschichte im Überblick
Die folgende Liste zeigt die Staaten und Verwaltungseinheiten, denen Usenborn angehört(e):
- vor 1601: Heiliges Römisches Reich, Amt Ortenberg (Kondominat des Wetterauer Grafenvereins)
- ab 1601: Heiliges Römisches Reich, Grafschaft Stolberg-Wernigerode, Amt Gedern
- ab 1677: Heiliges Römisches Reich, Grafschaft Stolberg-Gedern, Amt Gedern
- ab 1806: Großherzogtum Hessen (Souveränitätslande),[Anm. 2]. Fürstentum Oberhessen, Amt Gedern (zur Standesherrschaft Stolberg gehörig)
- ab 1815: Großherzogtum Hessen (Souveränitätslande), Provinz Oberhessen, Amt Gedern[9]  (zur Standesherrschaft Stolberg gehörig)
- ab 1821: Großherzogtum Hessen, Provinz Oberhessen, Landratsbezirk Nidda[10][Anm. 3]
- ab 1832: Großherzogtum Hessen, Provinz Oberhessen, Kreis Nidda
- ab 1848: Großherzogtum Hessen, Regierungsbezirk Nidda
- ab 1852: Großherzogtum Hessen, Provinz Oberhessen, Kreis Nidda
- ab 1867: Norddeutscher Bund,[Anm. 4]  Großherzogtum Hessen, Provinz Oberhessen, Kreis Nidda
- ab 1871: Deutsches Reich, Großherzogtum Hessen, Provinz Oberhessen, Kreis Nidda
- ab 1874: Deutsches Reich, Großherzogtum Hessen, Provinz Oberhessen,  Kreis Büdingen
- ab 1918: Deutsches Reich (Weimarer Republik), Volksstaat Hessen, Provinz Oberhessen, Landkreis Büdingen
- ab 1938: Deutsches Reich, Volksstaat Hessen, Landkreis Büdingen[11][Anm. 5]
- ab 1945: Amerikanische Besatzungszone, Groß-Hessen,[Anm. 6] Regierungsbezirk Darmstadt, Landkreis Büdingen
- ab 1946: Amerikanische Besatzungszone, Land Hessen, Regierungsbezirk Darmstadt, Landkreis Büdingen
- ab 1949: Bundesrepublik Deutschland, Land Hessen, Regierungsbezirk Darmstadt, Landkreis Büdingen
- ab 1971: Bundesrepublik Deutschland, Land Hessen, Regierungsbezirk Darmstadt, Landkreis Büdingen, Stadt Ortenberg
- ab 1972: Bundesrepublik Deutschland, Land Hessen, Regierungsbezirk Darmstadt, Wetteraukreis, Stadt Ortenberg

## Bevölkerung
Einwohnerstruktur 2011
Nach den Erhebungen des Zensus 2011 lebten am Stichtag dem 9. Mai 2011 in Usenborn 573 Einwohner. Darunter waren 12 (2,1 %) Ausländer.
Nach dem Lebensalter waren 84 Einwohner unter 18 Jahren, 243 zwischen 18 und 49, 126 zwischen 50 und 64 und 117 Einwohner waren älter.
Die Einwohner lebten in 219 Haushalten. Davon waren 48 Singlehaushalte, 54 Paare ohne Kinder und 90 Paare mit Kindern, sowie 21 Alleinerziehende und 6 Wohngemeinschaften. In 39 Haushalten lebten ausschließlich Senioren und in 135 Haushaltungen lebten keine Senioren.
Einwohnerentwicklung
| Usenborn: Einwohnerzahlen von 1834 bis 2022 | Usenborn: Einwohnerzahlen von 1834 bis 2022 | Usenborn: Einwohnerzahlen von 1834 bis 2022 | Usenborn: Einwohnerzahlen von 1834 bis 2022 | Usenborn: Einwohnerzahlen von 1834 bis 2022 |
| --- | ------------------------------------------- | ------------------------------------------- | ------------------------------------------- | ------------------------------------------- |
| Jahr |                                             |                                             |                                             | Einwohner                                   |
| 1834 | 1834                                        |                                             | 558                                         | 558                                         |
| 1840 | 1840                                        |                                             | 546                                         | 546                                         |
| 1846 | 1846                                        |                                             | 561                                         | 561                                         |
| 1852 | 1852                                        |                                             | 557                                         | 557                                         |
| 1858 | 1858                                        |                                             | 468                                         | 468                                         |
| 1864 | 1864                                        |                                             | 473                                         | 473                                         |
| 1871 | 1871                                        |                                             | 440                                         | 440                                         |
| 1875 | 1875                                        |                                             | 465                                         | 465                                         |
| 1885 | 1885                                        |                                             | 438                                         | 438                                         |
| 1895 | 1895                                        |                                             | 469                                         | 469                                         |
| 1905 | 1905                                        |                                             | 467                                         | 467                                         |
| 1910 | 1910                                        |                                             | 497                                         | 497                                         |
| 1925 | 1925                                        |                                             | 543                                         | 543                                         |
| 1939 | 1939                                        |                                             | 522                                         | 522                                         |
| 1946 | 1946                                        |                                             | 694                                         | 694                                         |
| 1950 | 1950                                        |                                             | 669                                         | 669                                         |
| 1956 | 1956                                        |                                             | 602                                         | 602                                         |
| 1961 | 1961                                        |                                             | 568                                         | 568                                         |
| 1967 | 1967                                        |                                             | 577                                         | 577                                         |
| 1970 | 1970                                        |                                             | 600                                         | 600                                         |
| 1980 | 1980                                        |                                             | ?                                           | ?                                           |
| 1990 | 1990                                        |                                             | ?                                           | ?                                           |
| 2000 | 2000                                        |                                             | ?                                           | ?                                           |
| 2008 | 2008                                        |                                             | 627                                         | 627                                         |
| 2010 | 2010                                        |                                             | 628                                         | 628                                         |
| 2011 | 2011                                        |                                             | 573                                         | 573                                         |
| 2014 | 2014                                        |                                             | 599                                         | 599                                         |
| 2018 | 2018                                        |                                             | 584                                         | 584                                         |
| 2022 | 2022                                        |                                             | 566                                         | 566                                         |
| Datenquelle: Historisches Gemeindeverzeichnis für Hessen: Die Bevölkerung der Gemeinden 1834 bis 1967. Wiesbaden: Hessisches Statistisches Landesamt, 1968. Weitere Quellen: ; Stadt Ortenberg:; Zensus 2011; 2022 |                                             |                                             |                                             |                                             |

Historische Religionszugehörigkeit
| • 1961: | 520 evangelische (= 91,55 %), 46 katholische (= 8,10 %) Einwohner |

## Politik
Für Usenborn besteht ein Ortsbezirk (Gebiete der ehemaligen Gemeinde Usenborn) mit Ortsbeirat und Ortsvorsteher nach der Hessischen Gemeindeordnung.
Der Ortsbeirat besteht aus sieben Mitgliedern. Bei den Kommunalwahlen in Hessen 2021 betrug die Wahlbeteiligung zum Ortsbeirat 61,18 %. Alle Kandidaten gehörten der „Bürgerlisteliste Usenborn“ an. Der Ortsbeirat wählte Martin Neun zum Ortsvorsteher.

## Kulturdenkmäler
Siehe: Liste der Kulturdenkmäler in Usenborn